# Castillo de Cairo
El Castillo de Cairo o Castillo Al-Qahira (en árabe: قلعة القاهرة‎) es un castillo, en la antigua ciudad de Taiz, Yemen. Está localizado en la encosta norte del Monte Sabr, con base en las montañas rocosas con vista a la ciudad. Se dice que el área fue originalmente referida como el viejo Taiz, y, más tarde renombrada como Al-Qahira (Cairo). El castillo es considerado como el núcleo de la ciudad de Taiz.
El sultán de Sulayhids 'Abd Allah ibn Muhammad al-Sulayhi encargó el castillo, en la primera mitad del siglo XII, y fue ampliado durante el gobierno de su hermano Ali ibn Muhammad al-Sulayhi.

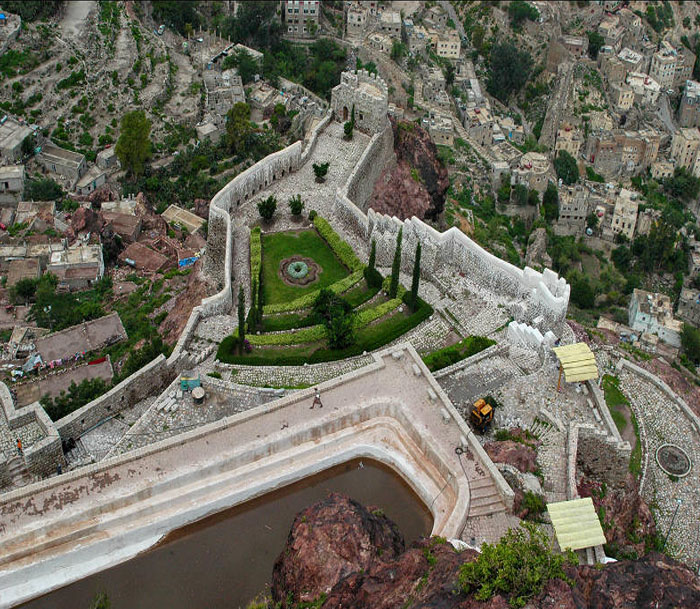
Vista desde arriba del jardín en el Castillo de Cairo.

## Arquitectura
El Castillo de Cairo se compone de dos secciones. La primera sección es llamada "Al-Adina", e incluye jardines construidos en forma de terraza en la ladera de la montaña. Las piscinas fueron diseñadas y construidas en una de las fachadas de la montaña, así como las mansiones repartidas en torno a él, rodeado por torres y parques. En esta sección hay cuatro palacios: Dar al-Adab, Dar al-Shajarah, Dar al-Adil, y Dar al-'Amara. Dar al-'Amara fue especialmente designado para el sultán y como  casa de huéspedes para los invitados ilustres, y fueron anexados túneles y pasadizos secretos para conectarse a los otros palacios. La segunda parte del castillo es conocida como "la zona del Magreb", y consta de una serie de palacios, torres de vigilancia, instalaciones de almacenamiento de granos y depósitos de agua. La pared del castillo es uno de los más importantes artefactos históricos de la ciudad de Taiz, fue construida en tiempos antiguos, con el fin de contener todos los barrios de la ciudad vieja. También se cree que fue fundada en la época de la dinastía Sulayhid y fue construida con compleja tecnología de ingeniería. Su altura alcanza los 120 metros, un espesor de cuatro metros, y contenía habitaciones para los sirvientes y guarniciones, algunos de los cuales todavía permanecen hasta la actualidad.
La pared del castillo se conecta con el viejo muro de Taiz, que tenía cuatro puertas principales: Bab al-Kabir, Bab Musa, Bab al-Madjar y Bab al-Nasr. Encima de la puerta, había una torre de vigía que guardaba la ciudad. La entrada principal al castillo está situada en el lado sur de la zona de Al-Moayad. Consiste en una madrasa construida por el Sultán al-Muayyad en 1281, una pequeña cúpula, un lago y los restos del Parque Sultán Al-Muayyed. La madrasa tiene un pequeño sahn, y el parque ha sido conservado hasta día de hoy.

## Destrucción
En 2015, durante el curso de la Guerra Civil de Yemeni, el castillo fue tomado por los rebeldes hutíes, y fue alcanzado por un ataque aéreo de la coalición lideradas por Arabia Saudí. Se dice que el castillo fue "destruido", aunque el nivel de destrucción sigue siendo incierto.
De acuerdo con un informe de la UNESCO, el Castillo de Cairo fue dañado en dos ataques: el del día 10 de mayo y 21 de mayo de 2015. El 30% del castillo fue dañado en el segundo ataque.